# Zásada přímého účinku
Zásada přímého účinku (německy jako Unmittelbare Anwendbarkeit) je doktrína vybudovaná v rámci judikatury Soudního dvora Evropské unie (SD EU), podle které mohou na základě práva Evropské unie vznikat práva a povinnosti subjektům vnitrostátního práva. Nejedná se o princip explicitně zmíněný v primárním evropském právu, jeho platnost vyplývá z rozhodnutí Evropského soudního dvora ve sporu Van Gend en Loos (26/62), který byl dalšími rozsudky dále potvrzován v tom smyslu, že ho lze aplikovat teoreticky na všechna pravidla evropského práva, zejména na unijní nařízení a za určitých okolností i na unijní směrnice (poprvé kdy se k tomuto SD EU přiklonil, bylo v rozhodnutí Franz Grad v Finanzamt Traunstein ze 6. října 1970).
Soudní dvůr vycházel ve své judikatuře věnované přímému účinku z potřeby účinnosti norem evropského práva, která by byla výrazně oslabena v případě, že by státy nesplnily povinnosti, které jim normy ukládají. Přímý účinek norem práva Evropské unie je svázán se splněním kritérií, která se vzhledem k tomuto rozhodnutí označují jako Van Gend en Loos formule. 
Dnes je přímý účinek ustanovení práva EU v obecné rovině svázán s těmito kritérii:
1. ustanovení musí být dostatečně jasné a precizní,
2. ustanovení musí být nepodmíněné,
3. řádná publikace v úředním jazyce členského státu.